# Ґрегіт
Ґрегіт (рідше ґрехіт) — тип ландшафту, який характеризується кам'янистим полем.

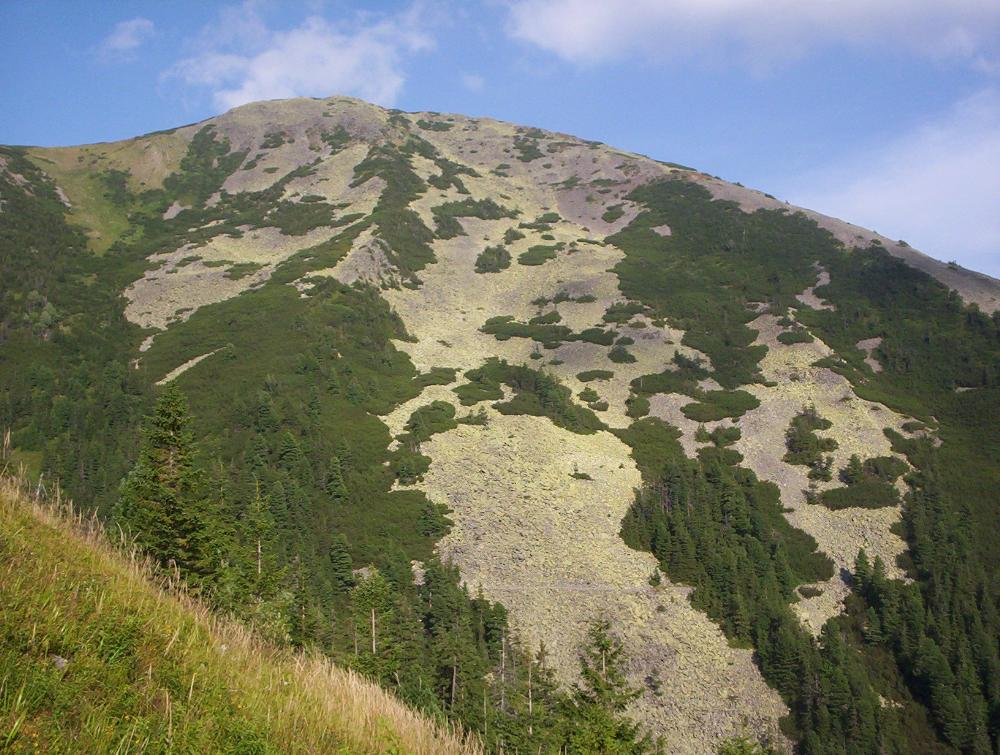
Ґреготи на Сивулі

Термін уперше записав Євген Желехівський у 19 ст.. Застосовується на позначення кам'янистих осипів.
В українських Карпатах ґреготи поширені в Ґорґанах, на Свидовці і на Чорногорі, первинно або на місці зведених лісів і субальпійської сланкої рослинності. При відсутності антропогенного впливу мають тенденцію заростати смерековим лісом, криволіссями гірської сосни, зеленої вільхи та іноді кедром європейським, але це заростання надзвичайно повільне.